# ماريو سامبيريسي
ماريو سامبيريسي (بالإيطالية: Mario Sampirisi) (31 أكتوبر 1992 بكالتاجيروني في إيطاليا - ) هو لاعب كرة قدم إيطالي في مركز الدفاع. شارك مع منتخب إيطاليا تحت 19 سنة لكرة القدم ومنتخب إيطاليا تحت 20 سنة لكرة القدم ومنتخب إيطاليا تحت 21 سنة لكرة القدم. أما مع النوادي، فقد لعب مع إيه سي ميلان وكييفو فيرونا ونادي جنوى ونادي فيتشينزا ونادي أولهانينسي.

## روابط خارجية
- ماريو سامبيريسي على موقع قاعدة بيانات كرة القدم.إي يو (الإنجليزية)
- ماريو سامبيريسي على موقع Soccerway.com (الإنجليزية)
- ماريو سامبيريسي على موقع AS.com (الإسبانية)